# Maison au 1, place du Marché-aux-Cochons-de-Lait à Strasbourg
La maison au 1, place du Marché-aux-Cochons-de-Lait est un monument historique situé à Strasbourg, dans le département français du Bas-Rhin.

## Localisation
Ce bâtiment est situé au 1, place du Marché-aux-Cochons-de-Lait à Strasbourg.

## Historique
L'édifice fait l'objet d'une inscription au titre des monuments historiques depuis 1929.

## Architecture
Maison à colombages et à encorbellement dont certaines poutres sont sculptées. Elle a six étages et deux niveaux de balcons donnant sur la place.